# ألبرتو فيتوريا
ألبرتو فيتوريا (بالإسبانية: Alberto Vitoria)‏ هو لاعب كرة قدم إسباني في مركز الوسط، ولد في 11 يناير 1956 في آغردا في إسبانيا، وتوفي في 26 أبريل 2010 في سرقسطة في إسبانيا بسبب نوبة قلبية. شارك في نوبة قلبية. وشارك مع منتخب إسبانيا تحت 18 سنة لكرة القدم ومنتخب إسبانيا تحت 21 سنة لكرة القدم ومنتخب إسبانيا لكرة القدم. أما مع النوادي، فقد لعب مع رايو فايكانو وريال مدريد كاستيا وريال مدريد ونادي غرناطة.

## وصلات خارجية
- ألبرتو فيتوريا على موقع الاتحاد الدولي (مؤرشف)  (الإنجليزية)
- ألبرتو فيتوريا على موقع قاعدة بيانات كرة القدم.إي يو (الإنجليزية)
- ألبرتو فيتوريا على موقع أوليمبيديا (الإنجليزية)